# Mord auf dem Golfplatz

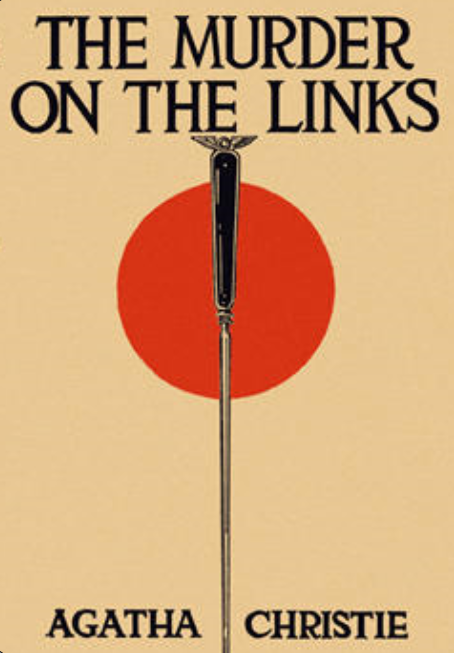
Mord auf dem Golfplatz, 1923

Mord auf dem Golfplatz (Originaltitel The Murder on the Links) ist der dritte Kriminalroman von Agatha Christie. Er erschien 1923 zuerst in den USA bei Dodd, Mead and Company und im Mai desselben Jahres im Vereinigten Königreich bei The Bodley Head.
Die deutsche Erstausgabe wurde 1927 in der Übersetzung von Irene Kafka im Georg Müller Verlag (München) veröffentlicht. Es ist der erste Roman Agatha Christies, der ins Deutsche übersetzt wurde.
Es ermittelt Hercule Poirot in seinem zweiten Roman gemeinsam mit Arthur Hastings. Es ist der einzige Roman aus Christies Feder, der fast ausschließlich in Frankreich spielt. Das ist insoweit bemerkenswert, weil Christie als junge Frau einige Zeit in Frankreich lebte.
Dieser Roman enthält einen Handlungsstrang, in dem Hastings seine zukünftige Frau, Dulcie Duveen, kennenlernt. Eine Entwicklung, die „von Agatha Christie sehr gewünscht wurde, konnte sie ihn doch nach seiner Heirat nach Argentinien abschieben.“ Sie mochte nach eigenen Angaben die von ihr geschaffene Figur des Hastings nicht.

## Handlung
Captain Hastings kommt von einer Reise nach Frankreich in seiner Londoner Wohnung an, die er nun mit Poirot teilt. Aufgeregt erzählt er dem belgischen Detektiv von einer Frau, die er im Zug von Paris nach Calais kennengelernt hat und in die er sich hoffnungslos verliebt hat. Er kenne nicht ihren richtigen Namen, da sie sich ihm nur als „Cinderella“ vorgestellt habe. Poirot hört aber nicht zu, er ist damit beschäftigt, seine Post zu sortieren. Ungeduldig wirft er die Rechnungen beiseite und regt sich über banale Anfragen auf wie: „Finden Sie Schoßhündchen von Modedamen!“ Dann findet Poirot einen außergewöhnlichen Brief aus Frankreich: „Um Gottes Willen, Kommen Sie!“ schreibt Monsieur Paul Renauld. Poirot beschließt, die Ermittlungen aufzunehmen, und nimmt Hastings mit nach Frankreich zur Villa Genevieve in Merlinville-sur-Mer an der französischen Kanalküste, von wo aus Renauld geschrieben hatte. Als sie in der Nähe der Villa nach der Richtung fragen, werden sie von einem jungen Mädchen aus dem Garten einer anderen kleineren Villa beobachtet. Sie hat Augen voller Sorgen.
Als sie die Villa erreichen, kommen sie zu spät: Renauld ist tot. Um zwei Uhr in der Nacht sind er und seine Frau in ihren Räumen von zwei maskierten Männern überfallen worden. Madame Renauld wurde gefesselt und ihr Mann wurde von den Männern mitgenommen, die behaupteten, „das Geheimnis“ zu kennen. Sie scheinen durch die offene Eingangstür gekommen zu sein, die keinerlei Einbruchsspuren aufweist. Renauld wurde erstochen in einem frisch gegrabenen Grab am Rande des benachbarten, im Bau befindlichen Golfplatzes gefunden, ganz in der Nähe eines Bunkers, an dem noch am Tage gebaut worden war.
Renaulds Sohn Jack war gerade von seinem Vater auf eine Geschäftsreise nach Südamerika geschickt worden. Auch dem Chauffeur hatte Renauld völlig unerwartet Urlaub gegeben, so dass nur drei Hausangestellte im Haus waren, die aber vorgeben, nichts gehört zu haben. Die älteste der drei Angestellten sagt gegenüber Poirot und der Polizei aus, dass Renauld oft, nachdem seine Frau zu Bett gegangen war, die Nachbarin Madame Daubreuil besucht habe. Es ist, wie sich später herausstellt, die Mutter des Mädchens, das Poirot und Hastings bei ihrer Ankunft beobachtet hatte – Marthe Daubreuil.
Der Verstorbene hatte gerade zwei Wochen zuvor sein Testament geändert, so dass seine Frau Alleinerbin wird und sein Sohn nichts erbt.
Auch eine Uhr mit einem kaputten Glas, die zwei Stunden vorgeht, spielt eine Rolle. Die Witwe wird gebeten, die Leiche zu identifizieren. Sie verliert ihre Gelassenheit und bricht voller Trauer beim Anblick ihres toten Ehemanns zusammen.
Poirot versucht folgende Fragen zu klären: Warum geht die Uhr vor? Warum haben die Hausangestellten nichts gehört? Warum wurde die Leiche so schnell gefunden, obwohl sie so abseits lag? Warum liegt ein Stück Bleirohr neben der Leiche?
Poirot wird bei seinen Ermittlungen von dem aus Paris eingetroffenen Monsieur Giraud, einem jungen und ehrgeizigen Beamten der Sûreté, behindert: Er ist der Ansicht, der alte Belgier mit seinen altmodischen Ermittlungsmethoden sei nicht geeignet, den Fall zu lösen. Der örtliche Untersuchungsbeamte Monsieur Hautet ist da hilfreicher. Er findet heraus, dass Renaulds Nachbarin in der Villa Marguerite, Madame Daubreuil, in den letzten Wochen 200.000 Francs auf ihr Bankkonto eingezahlt hat. War sie Monsieur Renaulds Geliebte?
Sie besuchen die Dame, die, nachdem die Verdächtigungen ausgesprochen sind, wütend wird und die beiden hinauswirft. Nachdem Poirot nun Madame Daubreuil zum ersten Mal gesehen hat, sagt er zu Hastings, er kenne sie von früher und verbinde sie mit einem Mordfall, der mehr als zwei Jahrzehnte zurückliegt.
Etwas später kehrt Jack Renauld zurück – sein Schiff nach Südamerika hatte sich verspätet und so konnte er umkehren, als er vom Tod seines Vaters erfuhr. Jack hatte sich mit seinem Vater überworfen, weil er heiraten wollte – deshalb auch die Änderung des Testamentes. Poirot vermutet, dass Marthe Daubreuil in Frage kommt und die Lösung für das Problem in Paris liegt.
Poirot fährt nach Paris. Währenddessen wird in Merlinville-sur-Mer eine weitere Leiche in einem Schuppen auf dem Golfplatz gefunden. Niemand scheint diesen Mann zu kennen. Schaut man sich seine ungepflegten Hände an, könnte er ein Landstreicher sein, doch dazu trägt er zu feine Kleidung. Das Eigenartigste ist, dass der Mann seit ungefähr 48 Stunden tot ist und somit vor dem Mord an Renauld starb.
Aus Paris zurückgekehrt, untersucht Poirot gemeinsam mit dem Dorfarzt die zuletzt gefundene Leiche und sieht Schaum auf deren Lippen. Der Doktor gibt als Ergebnis der Untersuchung bekannt, dass der Mann an einem epileptischen Anfall gestorben ist und danach zum Schein „erstochen“ wurde.
Als sie allein sind, sagt Poirot Hastings, dass seine Untersuchungen in Paris Früchte getragen haben und dass Madame Daubreuil in Wirklichkeit Madame Beroldy sei, die vor zwanzig Jahren wegen des Todes ihres älteren Ehemanns vor Gericht gestanden hatte. Der Ehemann war ebenfalls von zwei maskierten Männern ermordet worden, die in der Nacht in sein Haus einbrachen und „das Geheimnis“ wissen wollten. Madame Beroldy hatte einen jungen Liebhaber, Georges Conneau, gehabt, der vor der Festnahme flüchtete, aber einen Brief mit einem Geständnis an die Polizei schickte – es habe keine maskierten Männer gegeben und er selber habe Monsieur Beroldy angeblich erstochen. Madame Beroldy gab im Zeugenstand eine tränenreiche und überzeugende Vorstellung und überzeugte die Jury von ihrer Unschuld, blieb aber den meisten Menschen verdächtig. Dann verschwand sie.
Poirot schließt, dass Paul Renauld in Wirklichkeit Georges Conneau war. Er floh nach Kanada und anschließend nach Südamerika, wo er sein Glück machte und eine Familie mit Frau und Sohn gründete. Als er nach Frankreich zurückkehrte, war sein großes Pech, dass die Nachbarin des Hauses, das er kaufte, Madame Beroldy, nun Daubreuil, war, die ihn zu erpressen begann. Als auf seinem Grundstück ein Landstreicher an einem epileptischen Anfall starb, sah er die Chance, den Plan von vor zwanzig Jahren zu wiederholen, indem er seinen eigenen Tod fingierte und sich mit Hilfe seiner Frau aus den Klauen der Erpresserin befreite. Sein Plan war, seinen Sohn auf Geschäftsreise zu schicken, seinem Chauffeur Urlaub zu geben und die Entführung zu inszenieren. Anschließend sollte es zum Golfplatz gehen, wo der Landstreicher mit seiner, Renaulds/Conneaus, Kleidung in das vorbereitete Grab gelegt werden sollte, nachdem er dessen Gesicht mit dem Bleirohr bis zur Unkenntlichkeit entstellt hatte. All dies sollte um Mitternacht stattfinden, damit Renauld den letzten Zug erreichen konnte, um zu flüchten. Das Alibi sollte ihm die auf zwei Uhr gestellte und dann zerstörte Uhr geben. Allerdings blieb die Uhr nach dem Schlag nicht stehen und die Täuschung gelang nicht.
Was dann schiefging, war, dass Renauld selber von unbekannter Hand erstochen wurde, nachdem er mit dem Ausheben des Grabes fertig war, aber noch bevor er die Leiche des Landstreichers holen konnte – deshalb wurde seine Frau bei der Identifizierung ohnmächtig: Sie hatte ihren Mann ja nicht erwartet.
Jacks Unschuld wird von einem jungen Mädchen namens Bella bewiesen, mit der er verlobt ist. Poirot stellt dann fest, dass es nur noch einen Verdächtigen gibt, der einen Vorteil von Renaulds Tod gehabt haben konnte – Marthe Daubreuil. Sie weiß nichts von Jacks Enterbung und meint ihr Glück zu machen, indem sie nach dem Tod des Vaters Jack heiratet. Sie belauschte zufällig die Renaulds, wie sie den Plan mit dem toten Landstreicher miteinander besprachen, und erstach Renauld auf dem Golfplatz.
Durch einen von Poirot inszenierten Streit zwischen Jack und seiner Mutter, bei dem diese droht, ihn zu enterben, versucht Marthe, Jacks Mutter vor einer möglichen Änderung des Testaments zu ermorden. Poirot kann diesen Mordversuch in letzter Minute verhindern, wobei Marthe selbst ums Leben kommt. Ihre Mutter verschwindet wieder. Jack und seine Mutter gehen nach Südamerika und Hastings bekommt am Ende Dulcie Duveen, die Schwester des Mädchens, das Jacks Unschuld bewiesen hatte –  seine „Cinderella“, die er am Anfang des Romans im Zug getroffen hatte. Auch Captain Hastings und seine Angetraute wandern auf eine Farm nach Südamerika aus.

## Personen
- Hercule Poirot
- Captain Arthur Hastings

In der Villa Geneviève
- Paul Renauld – früher Georges Conneau
- Eloise Renauld – seine Frau
- Jack Renauld – sein Sohn
- Françoise Arrichet – ältere Hausangestellte
- Léonie Oulard – jüngere Hausangestellte
- Denise Oulard – ihre Schwester und auch Hausangestellte
- Auguste – Gärtner
- Gabriel Stonor – Sekretär

In der Villa Marguerite
- Madame Daubreuil – Nachbarin von Paul Renauld, früher Madame Jeanne Beroldy
- Marthe Daubreuil – ihre Tochter

Merlinviller und Pariser Polizei
- Lucien Bex – ein Polizeikommissar
- Monsieur Hautet – ein Untersuchungsrichter
- Dr. Durand – der örtliche Arzt in Merlinville
- Monsieur Giraud – von der Pariser Sûreté
- M. Marchaud – ein Polizeibeamter

Andere
- Joseph Aarons – Britischer Theateragent
- Bella Duveen – Braut von Jack Renauld und Schauspielerin
- Dulcie Duveen – Schwester von Bella, auch Schauspielerin und Hastings als Cinderella bekannt
- Maître Grosier – Jack Renaulds Berater

## Kritiken
The Times Literary Supplement besprach den Roman in seiner Ausgabe vom 7. Juni 1923. Diese Besprechung verglich die Ermittlungsmethoden von Poirot mit denen von Sherlock Holmes und schloss lobend, dass das Buch „dem Leser eine fesselnde Geschichte der besonderen Art bietet.“
The New York Times Book Review vom 25. März 1923: „Das ist eine bemerkenswert gute Detektivgeschichte, die man demjenigen nur wärmstens empfehlen kann, der diese Art von Roman mag.“ Nachdem die Handlung detailliert eingeführt ist, führt der Rezensent weiter aus: „Die Geschichte hat eigentümliche Komplikationen und der Leser muß beim Erraten des Mörders sehr scharfsinnig sein. Die Autorin ist bemerkenswert geschickt bei der Konstruktion und der Auflösung des Geheimnisses, das sich mit ständig frischen Interessen und neuen Verwicklungen entwickelt. Der Roman ist eine Empfehlung nicht nur dafür, wie sie die Geschichte herausgearbeitet hat, sondern auch für die hohe Kunstfertigkeit, mit der er geschrieben wurde. Und das, obwohl sie sich, außer im Fall von Poirot, nicht so stark um die Portraits der Charaktere bemüht – die meisten Personen werden jedoch mit ausdrucksstarken und charakteristischen Linien gezeichnet.“

## Bezüge zu anderen Werken
Der Theateragent Joseph Aarons spielt sowohl in dem Roman Der blaue Express als auch in der Kurzgeschichte Die Doppelsünde mit.
Hastings, von Poirot stets auf Französisch als mon cher ami Hastings („mein lieber Freund Hastings“) bezeichnet und angeredet, verschwindet nicht sofort, wie von Christie geplant, aus den Poirot-Romanen, sondern taucht noch in zahlreichen weiteren auf. Erst 1937 in Der ballspielende Hund verschwindet er bis auf weiteres von der Bildfläche. Seinen letzten Auftritt hat er in dem 1940 geschriebenen Roman Vorhang, der allerdings erst mehr als 30 Jahre später veröffentlicht wurde. In diesem Roman, in dem Christie den belgischen Meisterdetektiv sterben lässt, ist auch vom Tod von Hastings’ Ehefrau Dulcie die Rede, mit der er eine glückliche Ehe samt Tochter geführt hatte und die in Argentinien begraben ist.

## Wichtige englischsprachige und deutschsprachige Ausgaben
- 1923 Dodd Mead and Company (New York) der (Roman erschien zuerst in den USA)
- 1923 Erstausgabe im Vereinigten Königreich: John Lane (The Bodley Head)
- 1927 Deutsche Erstausgabe in der Übersetzung von Irene Kafka[4]
- 1937 Bearbeitung durch Friedrich Pütsch im Goldmannverlag (Leipzig)[8]
- 1999 Neuausgabe in der Übersetzung von Gabriele Haefs im Scherz Verlag[9]

## Hörbücher
- 2003 Mord auf dem Golfplatz (6CDs). Einzige ungekürzte Lesung. Sprecher: Martin Maria Schwarz. Regie: Hans Eckardt. Übersetzung von Gabriele Haefs. Verlag und Studio für Hörbuchproduktionen (Marburg)[10]

## Film-, Fernseh- oder Bühnenadaptionen

### Saturday Night Theatre (BBC Radio 4)
Der Mord auf dem Golfplatz  wurde von der BBC am Vorabend des 100. Geburtstages von Agatha Christie, am 15. September 1990, als ein 90-minütiges Hörspiel gesendet. John Moffatt spricht den Poirot.

### Agatha Christie’s Poirot
Das Buch wurde für eine 94-minütige Langfolge der Serie Agatha Christie’s Poirot adaptiert und am 11. Februar 1996 als dritte Folge der sechsten Staffel auf dem Britischen Sender ITV zum ersten Mal ausgestrahlt. David Suchet spielt den Hercule Poirot.
Drei große Veränderungen gibt es zum Buch:
- Im Buch wird Poirot von Renauld eingeladen, im Film machen Poirot und Hastings Urlaub in Deauville und Renauld spricht sie im Hotel an.
- Der Mord an Paul Renauld findet nur zehn Jahre nach dem Beroldy-Mord statt (anstatt wie im Buch zwanzig). Dadurch muss die Rolle von Jack Renauld verändert werden. Er ist nun ein Stiefsohn, der ein starkes Motiv für den Mord hat.
- Dulcie und Bella Duveen sind im Film eine Person und Hastings trifft sie auch nicht im Zug. Er bekommt am Ende Bella, die Jack Renauld für ihn verlässt.

## Widmung
Christie widmete ihr drittes Buch wie folgt:
„Für meinen Ehemann. Ein großer Liebhaber von Detektivgeschichten und vor allem von meinen, für große Hilfe und Kritik.“
Christie bezieht sich hier auf ihren ersten Ehemann, Archibald Christie (1890–1962), von dem sie im Jahr 1928 geschieden wurde. Die Widmung wurde in vielen Editionen danach nicht mehr gedruckt.

## Golf
Das Thema „Golf“ spielt nicht nur in diesem Roman Christies eine Rolle. Der Rasenballsport kommt auch in Ein Schritt ins Leere, in 16 Uhr 50 ab Paddington sowie in Kurz vor Mitternacht vor. Golf sollte in Christies Leben eine traumatisierende Rolle spielen. Ihr erster Ehemann wurde laut ihrer eigenen Aussage nach dem Umzug des Paares nach London süchtig nach Golf und verbrachte auf dem Golfplatz mehr Zeit als mit seiner Ehefrau. Sie selber bezeichnete sich in dieser Phase ihres Lebens als „Golf-Witwe“. Insofern sind Titel und Widmung als ironischer Wink mit dem Zaunpfahl an den Gatten zu verstehen. Letztendlich verlor Christie den Konkurrenzkampf mit dem Golfplatz: Archibald Christie trennte sich von seiner Frau wegen seiner neuen Golfpartnerin, die er nach der Scheidung heiratete und die bis zu seinem Tod seine Gattin blieb. Agatha Christie gab nach der Trennung das nie geliebte Golfspiel, das sie nur dem Ehemann zuliebe gelernt hatte, auf.